# 竹树堂

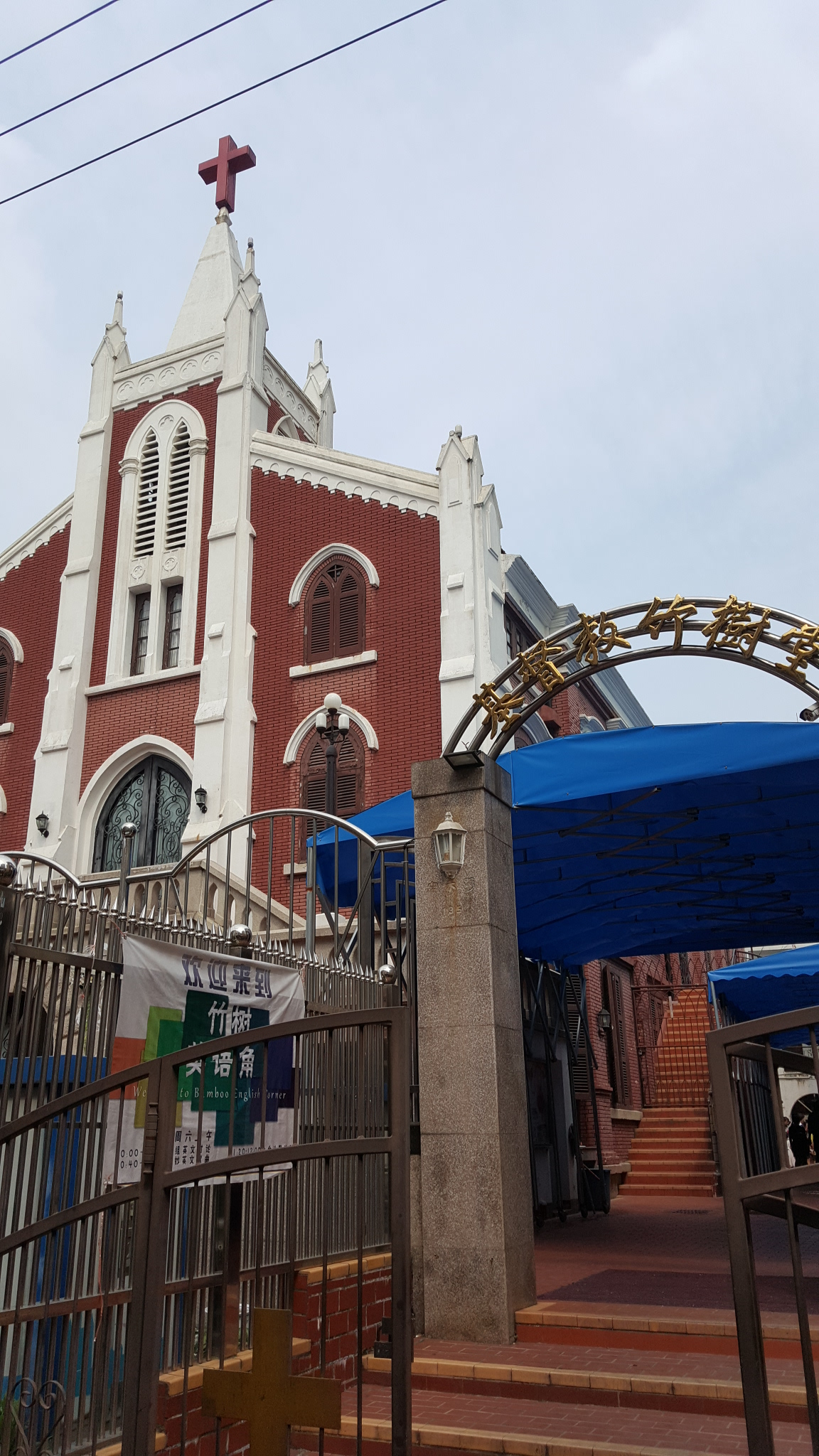
竹树堂

竹树堂是位于中國福建省厦门市开禾路133号的一座有150多年歷史的老教堂。
1847年8月，美国归正会的传教士在竹树脚租当地民房作为布道所。1850年7月，在原民房上加盖一层，楼下作聚会用，可容纳100人。12月23日，正式开始礼拜，当时受洗信徒只有五人。
现有教堂建筑系1935年-1936年重建，由毕业于美国工程学院的本堂长执子弟设计，同时由国外买来钟楼大钟，教堂面积为391.5平方米。 
1958年实行联合礼拜，厦门开元区的关隘内堂会、溪岸堂会、深田内堂会都被合并入竹树堂会。
1966年文革开始，竹树堂被关闭，建筑被开元区东风鞋厂占用。1981年12月20日，竹树堂恢复聚会。1983年修复了破损的教堂。此后信徒人数迅速增加，现在册信徒3000多人，并设有内部刊物《葡萄园》。

## 資料來源
1. ↑  [永久]，厦门市基督教竹树堂。
2. ↑  [永久]，厦门市志 卷四十七 第四章 第三节 活动场所。